# Takashi Aizawa
Takashi Aizawa (相澤 貴志 Aizawa Takashi?), född 5 januari 1982 i Niigata prefektur, är en japansk fotbollsspelare.
Aizawa började sin karriär 2000 i Kawasaki Frontale. 2008 blev han utlånad till Cerezo Osaka. Han gick tillbaka till Kawasaki Frontale 2009. 2012 flyttade han till FC Machida Zelvia. Efter FC Machida Zelvia spelade han för Shimizu S-Pulse och Tokushima Vortis. Han avslutade karriären 2017.